# 沼津朝日新聞
沼津朝日新聞（ぬまづあさひしんぶん、題字は｢沼津朝日｣）は、株式会社沼津朝日が発行する新聞。1952年（昭和27年）12月1日に創刊され、静岡県沼津市と駿東郡清水町で配布されている。定価は1部40円、1ヶ月710円（2010年現在）。
なお、全国紙の朝日新聞と関連は無い。